# 痱子粉

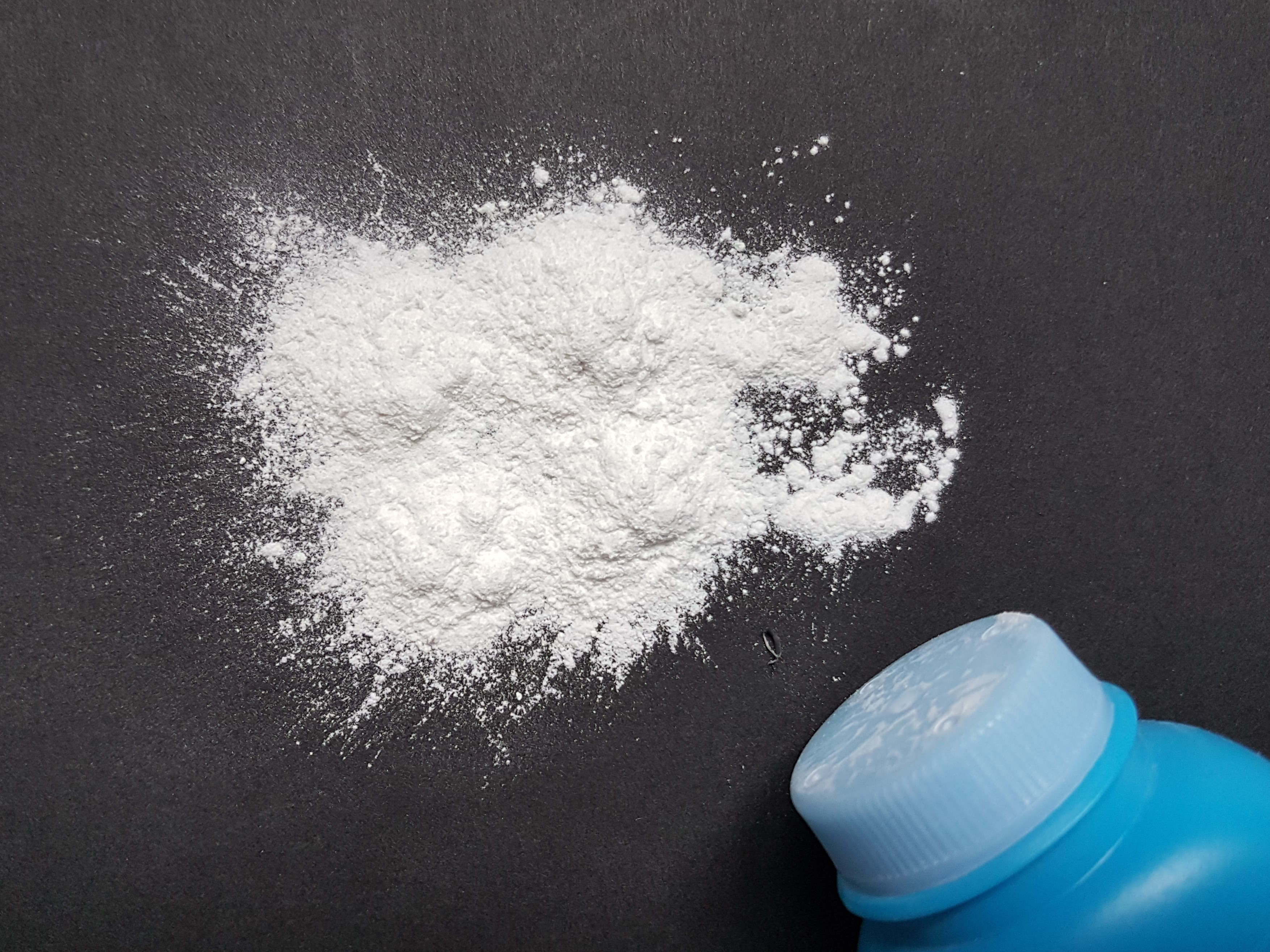
婴儿爽身粉

痱子粉（英語：Baby powder），也称婴儿爽身粉，是用來預防或治療痱子、尿布疹等。
理完髮後，灑在脖子可清除頭髮。其他還有使身體清爽 、除臭、吸汗等功能。通常来说痱子粉是由滑石粉或玉米淀粉制作，但直接吸入口腔会致吸入性肺炎或肉芽肿。